# NK Makabi Tuzla
NK Makabi Tuzla, bivši bosanskohercegovački nogometni klub iz Soli (Tuzle).

## Povijest
Osnovan je 1919. godine. Osnovali su ga mjesni Židovi. Klub se se unatoč dobroj materijalnoj osnovici ugasio 1921. godine. Klub je imao uz nogometne i druge sekcije, poput hazenaške. Srpnja 1922. zabilježeno je da su odigrale utakmicu protiv hazenašica Makabija iz Banje Luke. Makabi je ukupno djelovao četiri godine.
Danas se radi na obnovi rada Makabija, surađujući zbog toga i sa Svjetskim makabi savezom.